# Йоган Кенкгейс
Йоган Кенкгейс (нід. Johan Kenkhuis, 7 травня 1980) — нідерландський плавець.
Призер Олімпійських Ігор 2000, 2004 років.
Призер Чемпіонату світу з водних видів спорту 2001 року.
Чемпіон світу з плавання на короткій воді 1999 року.
Чемпіон Європи з водних видів спорту 1999 року.
Чемпіон Європи з плавання на короткій воді 1998, 2002, 2003, 2005 років, призер 2001, 2006 років.